# Deutsches Afrikakorps
Das Deutsche Afrikakorps (DAK) war ein Großverband der deutschen Wehrmacht im Zweiten Weltkrieg, der von 1941 bis 1943 auf dem nordafrikanischen Kriegsschauplatz zur Unterstützung des italienischen Bündnispartners zum Einsatz kam und hier mit seinen gepanzerten Verbänden den Kern der späteren deutsch-italienischen Panzerarmee Afrika bildete. Das Operationsgebiet erstreckte sich im Verlaufe des Krieges von Tunesien über Libyen bis Ägypten. Fälschlich wird bisweilen das gesamte deutsche Kontingent im Afrikafeldzug als Afrikakorps bezeichnet.

## Geschichte

### Vorgeschichte
Der Afrikafeldzug begann am 13. September 1940 mit einem Angriff der zahlenmäßig weit überlegenen italienischen 10. Armee aus Libyen auf das von britischen Truppen besetzte Ägypten. Die Briten konnten durch Truppenentsendungen aus Staaten des Empire ihre Kräfte soweit verstärken, dass sie im Dezember zu einem Gegenangriff – der Operation Compass – übergehen konnten, der bis Anfang Februar 1941 weit nach Libyen hinein vordrang und zur beinahe vollständigen Zerschlagung der italienischen Armee führte.
Um die Niederlage Italiens abzuwenden, schickte Hitler Anfang Februar 1941 im „Unternehmen Sonnenblume“ die ersten Truppenverbände des späteren DAK zur Verstärkung der italienischen Truppen nach Afrika. Die ersten deutschen Verbände trafen am 11. Februar 1941 in Tripolis ein. Am 16. Februar wurde der Stab des „Befehlshabers der deutschen Truppen in Libyen“ unter dem damaligen Generalleutnant Erwin Rommel gebildet, der wenige Tage später in „Deutsches Afrikakorps“ umbenannt wurde. Rommel hatte sich zuvor als Kommandeur der 7. Panzer-Division während des Westfeldzugs ausgezeichnet.

### Ziele

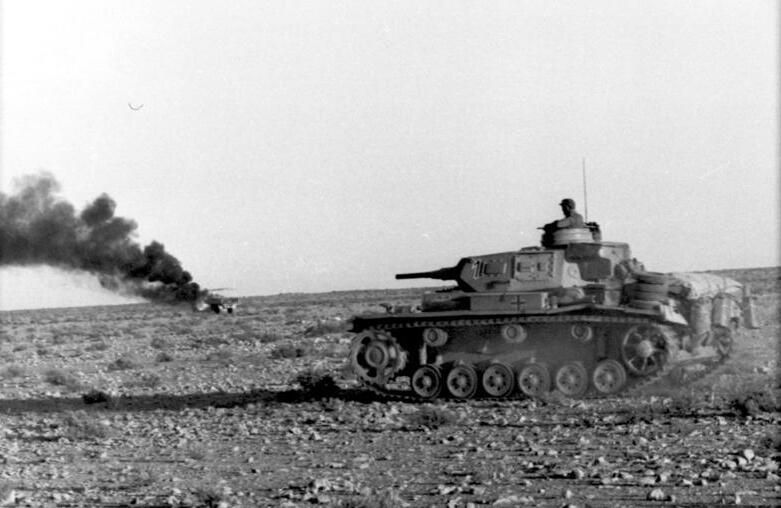
Ein Panzerkampfwagen III des Afrikakorps in Nordafrika. Im Hintergrund brennt ein wahrscheinlich abgeschossener LKW.

In den deutschen Kriegsplänen hatte die Kriegsfront in Nordafrika bis dahin nur eine untergeordnete Bedeutung gehabt, der deutsche Schwerpunkt lag zu jener Zeit bei der Vorbereitung des Feldzugs gegen die Sowjetunion. Adolf Hitler hatte deswegen erst nach einigem Zögern der Entsendung deutscher Truppen nach Afrika zugestimmt.
Für Großbritannien war Afrika zu dieser Zeit das einzige Kampfgebiet, auf dem sich britische Truppen und Truppen der Achsenmächte gegenüberstanden, und so wurden große Anstrengungen auf diesem Kriegsschauplatz unternommen. Weil Großbritannien mit der Royal Navy und der Royal Air Force das Mittelmeer beherrschte, litten seine Gegner ständig unter dem Problem, ihren Nachschub über das Mittelmeer sichern zu müssen. Mit Gibraltar und der Insel Malta verfügten die Briten über wichtige Stützpunkte gegen die Nachschublinien der Achse. Aus diesem Grund hatte das deutsche OKW bereits im Dezember mit Zustimmung des Duce das X. Fliegerkorps auf Sizilien stationiert.
Welches das strategische Fernziel des Afrikakorps war, ist in der Forschung umstritten. Der Historiker Christian Hartmann vertritt die These, dass das Afrikakorps in erster Linie defensive Aufgaben hatte und nur als Reaktion auf die drohende italienische Niederlage in Libyen aufgestellt wurde. Dietrich Eichholtz sieht das Afrikakorps dagegen im Zentrum von Hitlers Strategie. In seinem 2006 entstandenen Buch „Krieg um Öl“ beschreibt er eine angeblich geplante „Kaukasuszange“: Ziel sei der Suezkanal und damit die Ölversorgung Großbritanniens gewesen, die vom Afrikakorps einerseits und andererseits von Truppen aus dem Kaukasus oder aus dem Irak, der unter Ministerpräsident Raschid Ali al-Gailani zwischenzeitlich auf Seiten Deutschlands zu stehen schien, erobert werden sollte.

### Einsatz des Korps
Aufgrund des Abzugs britischer Truppen nach Griechenland ab Anfang März 1941 kam der britische Vormarsch in der Kyrenaika bei El Agheila vorerst zum Stehen. Die italienischen Truppen in Libyen wurden reorganisiert und durch Divisionen aus dem Mutterland verstärkt. Mitte März trafen die ersten Panzer der 5. leichten Division in Tripolis ein, zusätzlich wurde nun auch die 15. Panzer-Division nach Afrika beordert. Zwei italienische Divisionen, darunter die 132. Panzerdivision „Ariete“, wurden Rommels DAK unterstellt.
Der Nachschub nach Afrika auf dem See- und Luftweg und dessen Sicherung insbesondere durch italienische Seestreitkräfte war stets ein schwieriges und gefährliches Unternehmen. So wurde die 20. Transportstaffel – ein Geleitzug für das Deutsche Afrikakorps, bestehend aus fünf Frachtern – am 16. April 1941 bei den Kerkenna-Inseln vor der tunesischen Küste durch britische Zerstörer völlig vernichtet. Von etwa 3000 Mann auf den Schiffen konnten nur 1248 gerettet werden.
Das britische Nahostkommando in Kairo rechnete, bereits durch Ultra-Informationen unterrichtet, mit einem Angriff des DAK auf Agedabia und zog seine Truppen dorthin zurück. Zu ersten ernsthaften Gefechten mit Rommels Truppen kam es Anfang April bei Marsa el-Brega. Dieser Vorstoß wurde von Rommels nominellem Vorgesetzten, dem italienischen Befehlshaber in Libyen Italo Gariboldi, nicht gebilligt. Das DAK setzte dennoch den Vormarsch weiter fort und erreichte eine Woche später die Festung Tobruk, wo mehrere australische Divisionen eingeschlossen wurden, und wenig später Sollum in Ägypten. In der Folge entwickelten sich heftige Gefechte um Tobruk, weil britische Truppen die Stadt und deren Verteidiger zu entsetzen versuchten. Tobruk wurde in der Folge bis November 1941 erfolglos belagert.
Ende Juli wurde aus italienischen Verbänden und dem DAK die „Panzergruppe Afrika“ unter Rommels Befehl gebildet, deren Auftrag nach der Einnahme Tobruks ein Angriff auf Ägypten sein sollte. Im August trafen erste Teile der „Division z. b. V. Afrika“, der späteren 90. leichten Afrika-Division, in Libyen ein. Die 5. leichte Division wurde nach Verstärkungen in 21. Panzer-Division umbenannt.
Weitere Schlachten mit Beteiligung des DAK fanden während der britischen Operation Crusader im Winter 1941/42, beim Unternehmen Theseus im Mai und Juni 1942 und danach bei El Alamein in Ägypten statt. Die deutschen Truppen waren aufgrund der vorangegangenen schweren Schlachten weitgehend erschöpft, die Nachschubverbindungen waren trotz der Einnahme Tobruks überdehnt. In der zweiten Schlacht von El Alamein Ende Oktober/Anfang November 1942 wurden die deutschen Einheiten unter schweren Verlusten zum Rückzug gezwungen.

### Niederlage
Am 8. November 1942 landeten anglo-amerikanische Truppen (Operation Torch) in Marokko und Algerien, wodurch es zu einem Zweifrontenkrieg in Afrika kam. Dadurch wurde die Lage auf dem afrikanischen Kriegsschauplatz für die deutschen und italienischen Truppen schwieriger. Deutschland und Italien verlegten deshalb weitere Truppenverbände nach Tunesien, wohin sich die Panzerarmee Afrika zurückgezogen hatte. Angesichts der aussichtslosen Lage kapitulierten die deutschen und italienischen Truppen am 12. und 13. Mai 1943.
Infolge des Versäumnisses, diese Streitkräfte rechtzeitig nach Italien zurückzunehmen, gerieten nur wenige Monate nach der Schlacht von Stalingrad 150.000 Deutsche und etwa 125.000 Italiener in Kriegsgefangenschaft. In Deutschland sprach man, in Anspielung auf Stalingrad, hinter vorgehaltener Hand von Tunisgrad. Zwei Monate später, am 10. Juli 1943, landeten alliierte Soldaten im Rahmen der Operation Husky auf Sizilien. Dies bedeutete eine zweite Front auf dem europäischen Kontinent.
Das Schicksal der Kriegsgefangenen des Afrikakorps, von denen viele in die Vereinigten Staaten verbracht wurden, wurde in den USA in mehreren regionalen wissenschaftlichen Zeitschriften behandelt.

## Organisation

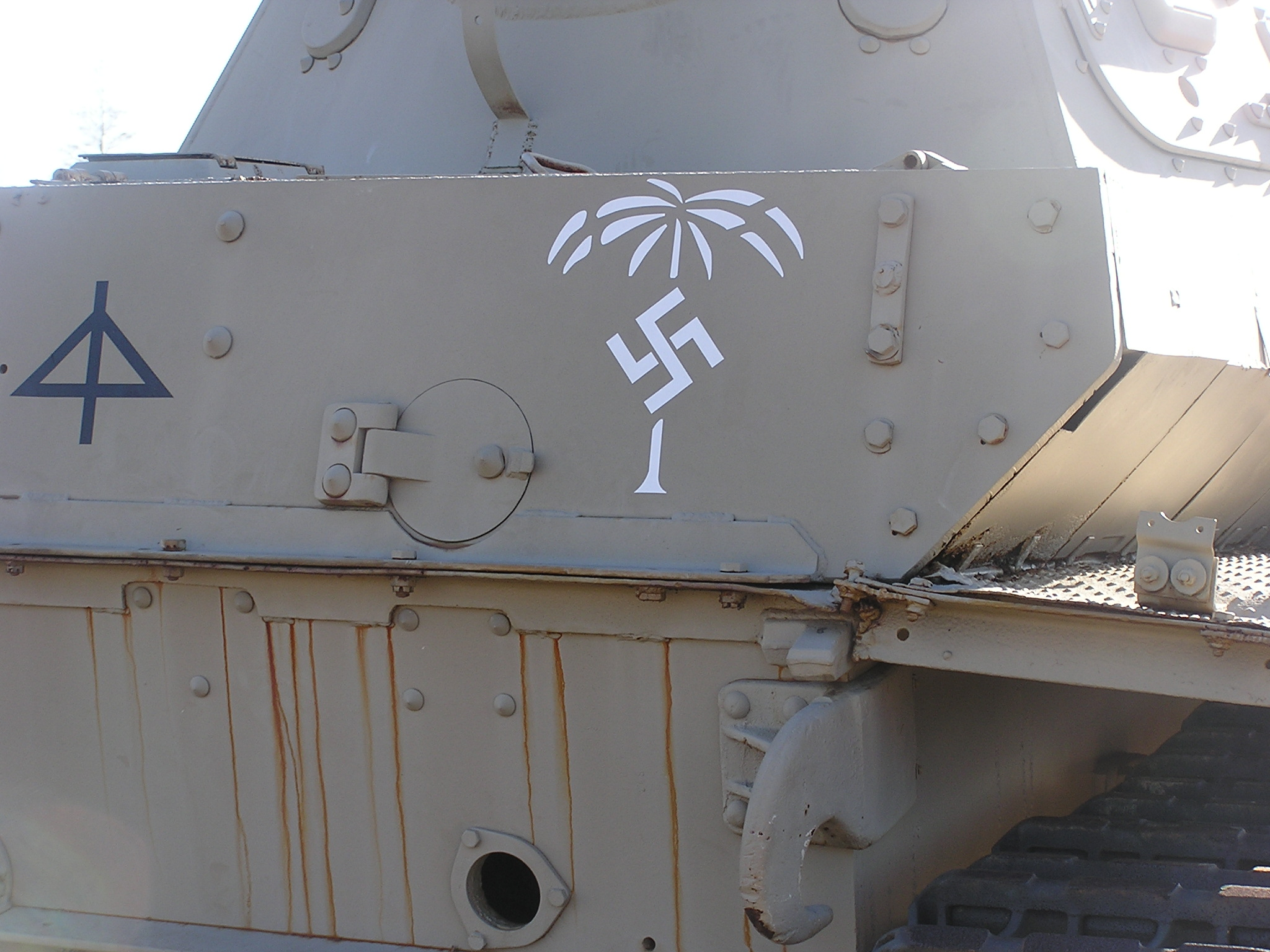
Truppenkennzeichen des Afrikakorps und der 15. Panzer-Division (Wehrmacht) auf einem Panzerkampfwagen IV.

Im September 1941 gehörten zwei deutsche Divisionen, die 21. Panzer-Division (umbenannt und umgegliedert aus der 5. leichten Division) und die 15. Panzer-Division, die Mitte Mai 1941 eingetroffen war, zum DAK unter Generalleutnant Ludwig Crüwell. Das DAK war dem Kommando der Panzergruppe Afrika (später umbenannt in Panzerarmee Afrika) unterstellt, das seit dem 1. Juni 1941 von Rommel geführt wurde und unter italienischem Oberbefehl stand. Zur Panzergruppe Afrika gehörten auch italienische Kräfte, das italienische XXI. Armeekorps unter General Navarini mit den drei teilmotorisierten Divisionen Bologna, Pavia und Brescia sowie ein weiteres motorisiertes Korps, das Corpo d’armata di manovra unter General Bastico, gebildet aus der 132. Panzerdivision Ariete und den motorisierten Divisionen Trento und Trieste.
Anfang 1943 schließlich wurden die aus Libyen zurückflutenden Einheiten mit den aus Italien nach Tunesien verlegten Kräften zur Heeresgruppe Afrika zusammengefasst.

## Kommandierende Generäle

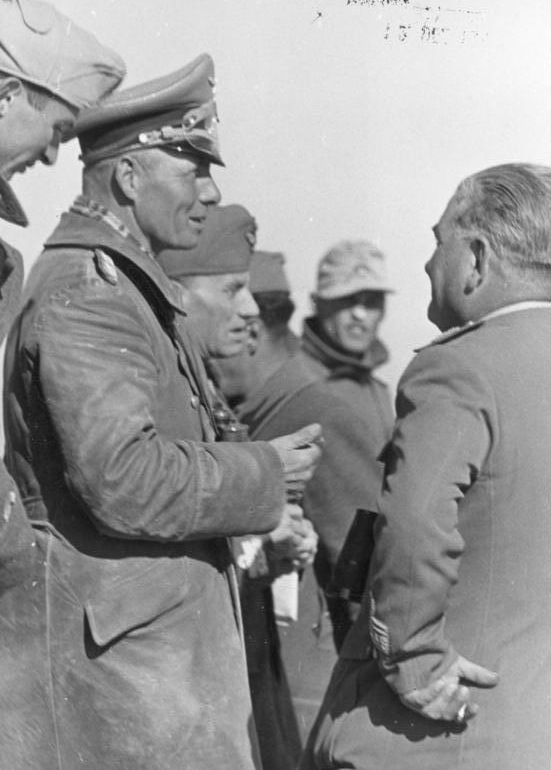
Erwin Rommel mit Offizieren an der Front bei Tobruk, November 1941

- General der Panzertruppe Erwin Rommel – 14. Februar bis 1. September 1941
- Generalmajor Philipp Müller-Gebhard – 1.–15. September 1941 (m. d. F. b.)
- General der Panzertruppe Ludwig Crüwell – 15. September 1941 bis 9. März 1942
- General der Panzertruppe Walther Nehring – 9. März bis 31. August 1942
- Generalmajor Gustav von Vaerst – 31. August bis 17. September 1942 (m. d. F. b.)
- General der Panzertruppe Wilhelm Ritter von Thoma – 17. September bis 4. November 1942
- Oberst Fritz Bayerlein – 4.–16. November 1942 (m. d. F. b.)
- General der Panzertruppe Gustav Fehn – 16. November 1942 bis 16. Januar 1943
- Oberst Kurt Freiherr von Liebenstein – 16. Januar bis 17. Februar 1943 (m. d. F. b.)
- Generalmajor Karl Bülowius – 17. Februar bis 20. Februar 1943 (m. d. F. b.)
- Generalleutnant Heinz Ziegler – 20. Februar bis 5. März 1943 (m. d. F. b.)
- General der Panzertruppe Hans Cramer – 5. März bis 12. Mai 1943 (Kapitulation)

## Das Afrikakorps in der NS-Propaganda
Das Deutsche Afrikakorps wurde in der deutschen Presse aufgrund seiner erstaunlichen Erfolge mehr als alle anderen Verbände der Wehrmacht gefeiert. Tatsächlich setzte Rommel sich schon in den ersten Tagen der Ankunft über die Befehle des Oberkommandos hinweg und entwickelte einen Offensivplan, der die Briten überraschte. Durch die Erfolge des Korps wurde die NS-Propaganda schnell auf Rommel aufmerksam, der sich im Frankreichfeldzug mit der „Gespensterdivision“ bereits einen Namen gemacht hatte und zum Helden der Nation hochstilisiert wurde.